# Cantharos de Sinope
Pour les articles homonymes, voir Cantharos et Cantharus (homonymie).
Cantharus ou Cantharos de Sinope serait, pour Trevor Curnow , un philosophe cynique du IIe siècle, ami de Pérégrinus Protée. Pour Marie-Odile Goulet 
Cantharos (« Scarabée ») est le surnom que donne Lucien de Samosate à un philosophe cynique dans son dialogue intitulé Les Fugitifs. Pour François Sabbathier comme pour Marie-Odile Goulet, Cantharus ou Cantharos est un personnage  des Fugitifs. Il précise que Cantharus est aussi le nom d'un célèbre imposteur athénien.